# Острожанська сільська рада
Острожа́нська сільська́ ра́да — адміністративно-територіальна одиниця та орган місцевого самоврядування в Жашківському районі Черкаської області. Адміністративний центр — село Острожани.

## Загальні відомості
- Населення ради: 895 осіб (станом на 2001 рік)

## Населені пункти
Сільській раді були підпорядковані населені пункти:
- с. Острожани

## Склад ради
Рада складалась з 14 депутатів та голови.
- Голова ради: Хуторянська Жанна Миколаївна

### Керівний склад попередніх скликань
| Прізвище, ім'я, по батькові     | Основні відомості                                                                                        | Дата обрання | Дата звільнення |
| ------------------------------- | --- | ------------ | --------------- |
| Мельник Микола Федорович        | Сільський голова, 1947 року народження, безпартійний                                                     | 26.03.2006   | 01.11.2007      |
| Петрук Олена Михайлівна         | Сільський голова, 1959 року народження, позапартійна                                                     | 16.03.2008   | 31.10.2010      |
| Пісківець Володимир Миколайович | Сільський голова, 1962 року народження, освіта середня спеціальна, член політичної партії «Наша Україна» | 31.10.2010   | 09.09.2012      |
| Хуторянська Жанна Миколаївна    | Сільський голова, 1965 року народження, освіта вища, член Комуністичної партії України                   | 09.09.2012   |                 |

Примітка: таблиця складена за даними сайту Верховної Ради України

### Депутати
За результатами місцевих виборів 2010 року депутатами ради стали:

#### За суб'єктами висування
| Суб'єкт висування               | Кількість обраних депутатів | %    |
| ------------------------------- | --------------------------- | ---- |
| Партія регіонів                 | 6                           | 42,9 |
| Політична партія «Наша Україна» | 4                           | 28,6 |
| Самовисування                   | 4                           | 28,6 |

#### За округами
| № округу                        | Прізвище, ім'я, по батькові    | Дата визнання обраним | Освіта             | Партійна приналежність                | Відомості про обраного депутата                                     |
| ------------------------------- | ------------------------------ | --------------------- | ------------------ | ------------------------------------- | ------------------------------------------------------------------- |
| Партія регіонів                 |                                |                       |                    |                                       |                                                                     |
| 3                               | Балакірєва Галина Кузьмівна    | 04.11.2010            | середня спеціальна | член Партії регіонів                  | Острожанська сільська рада, секретар                                |
| 5                               | Жук Наталія Миколаївна         | 04.11.2010            | середня спеціальна | член Партії регіонів                  | Жашківське райст, завідувачка магазину с. Острожани                 |
| 7                               | Данилюк Людмила Василівна      | 04.11.2010            | середня            | член Партії регіонів                  | тимчасово не працює                                                 |
| 10                              | Джус Леонід Олексійович        | 04.11.2010            | середня спеціальна | член Партії регіонів                  | Рибгосп «Гірський Тікич», рибовод                                   |
| 11                              | Любарський Михайло Миколайович | 04.11.2010            | середня спеціальна | член Партії регіонів                  | Фельдшерсько-акушерський пункт с. Острожани, завідую-чий            |
| 14                              | Іващенко Тамара Григорівна     | 04.11.2010            | середня спеціальна | член Партії регіонів                  | Жашківський тер.центр, соціаль-ний працівник                        |
| Політична партія «Наша Україна» |                                |                       |                    |                                       |                                                                     |
| 1                               | Ярошенко Микола Іванович       | 04.11.2010            | середня спеціальна | член Політичної партії «Наша Україна» | Острожанський сільський будинок культури, директор                  |
| 4                               | Гордійчук Сергій Іванович      | 04.11.2010            | середня спеціальна | член Політичної партії «Наша Україна» | ДНЗ с. Острожани, опалювач                                          |
| 9                               | Данилюк Олександр Миколайович  | 04.11.2010            | вища               | член Політичної партії «Наша Україна» | Острожанськазагальноосвітня школа, оператор газового опалення       |
| 13                              | Коломієць Олег Андрійович      | 04.11.2010            | середня спеціальна | член Політичної партії «Наша Україна» | ТОВ «Авангард», охорон-ник                                          |
| Самовисування                   |                                |                       |                    |                                       |                                                                     |
| 2                               | Бурлака Оксана Василівна       | 04.11.2010            | вища               | позапартійна                          | Острожанськазагальноосвітня школа, завуч з виховної роботи, учитель |
| 6                               | Сухомлин Наталія Петрівна      | 27.12.2010            | вища               | позапартійна                          | тимчасово не працює                                                 |
| 8                               | Пісківець Ніна Андріївна       | 19.11.2012            | вища               | позапартійна                          | пенсіонерка                                                         |
| 12                              | Коломієць Валентина Вікторівна | 04.11.2010            | середня спеціальна | позапартійна                          | Острожанська сільська рада, землевпорядник                          |